# Cercanías Asturias
Cercanías Asturias es una red ferroviaria regional por la que Renfe ofrece servicios de cercanías en el Principado de Asturias, especialmente en su área metropolitana. La red, integrada en el Consorcio de Transportes de Asturias, existe desde los años 1980, momento en que se planteó su funcionamiento como es hoy conocido.
El núcleo lo forma un total de nueve líneas de transporte suburbano, de las que tres se realizan por trazados de ancho ibérico, y las seis restantes, por vías de ancho métrico. Previamente, estas últimas habían sido gestionadas por la extinta FEVE, hasta que toda su infraestructura y material fueran integrados oficialmente en Renfe Operadora y Adif a partir del 1 de enero de 2013 y pasaron a ser operados por Renfe Cercanías AM, de la compañía estatal. Desde 2023, la red se integra completamente en Renfe Cercanías, que opera las nueve líneas, y crean el sistema tarifario único, basado en zonas, y también admiten el sistema tarifario autonómico CONECTA.
En 2010, se registraron 8.412.928 viajes en las líneas asturianas de Renfe Cercanías, mientras que en las de Ancho Métrico (aún FEVE) hubo 3,1 millones de viajeros.

## Historia

### Integración tarifaria con la extinta FEVE
El 31 de diciembre de 2012, el estado disolvió FEVE y con ello, las líneas de ancho métrico F-4 a F-9 pasaron a ser las C-4f a C-9f en el núcleo de Renfe Feve, más tarde renombrado a Renfe Cercanías AM. Tras el escándalo de los trenes que no cabían por los túneles, Renfe se comprometió a acelerar la integración de las líneas de ancho métrico en Asturias y Cantabria, que seguían usando mapas y tarifas diferenciadas (encareciendo así los transbordos) diez años después. El 17 de julio de 2023, la integración tarifaria en Asturias, Cantabria y Bilbao movió oficialmente las líneas de ancho métrico al núcleo de Cantabria y se renombraron a C-4 a C-8 (la C-9 estaba extinta). Además, en 2023 y 2024 se cambió la decoración de los trenes para pasar del clásico azul y amarillo de FEVE al rojo y morado de Renfe Cercanías, aunque se siguió usando el mismo material para Cercanías y Media Distancia (cosa que no ocurre en ancho ibérico).

## Líneas

### Ancho Ibérico

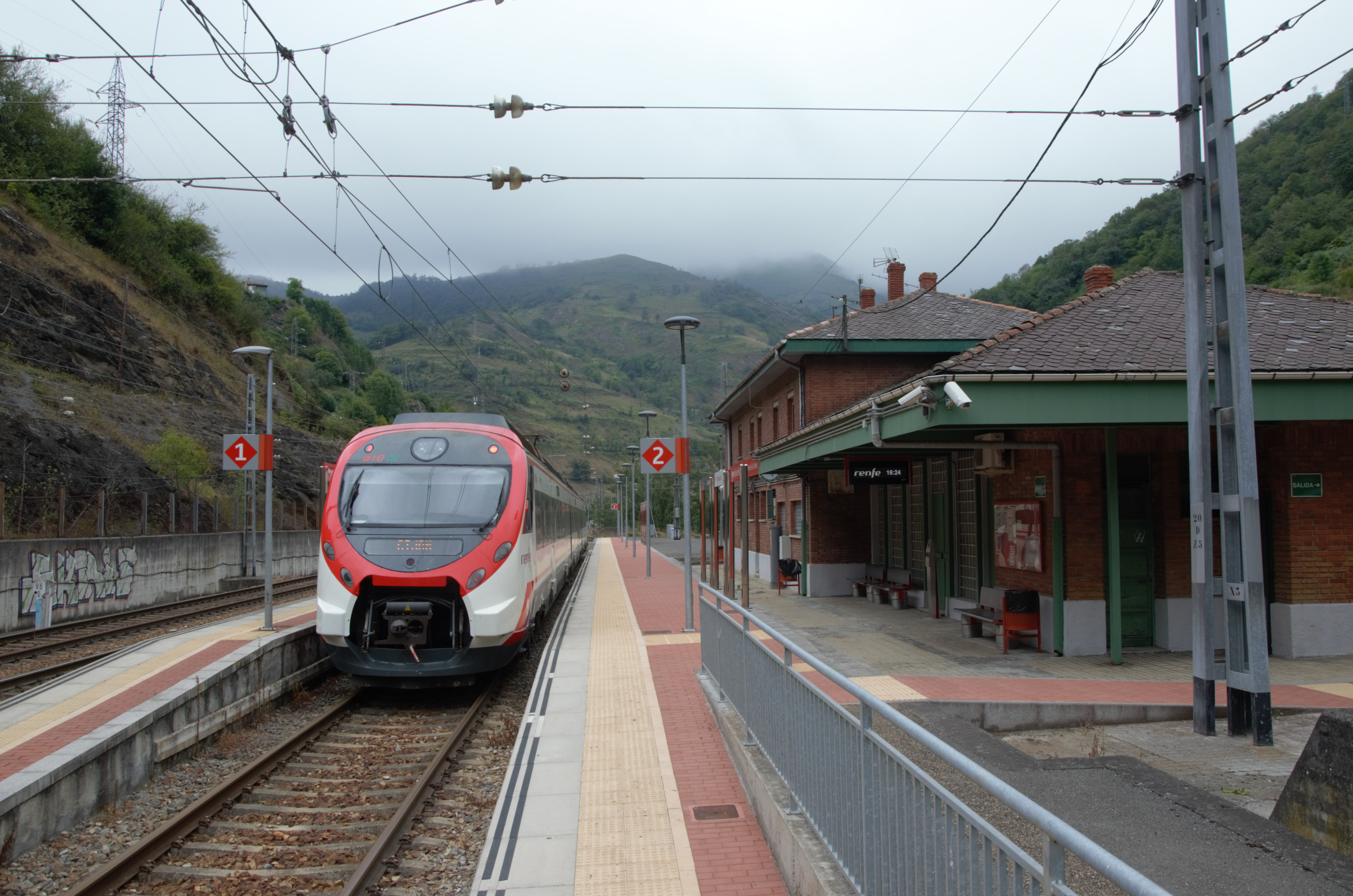
Estación Puente de los Fierros

En lo que respecta a las líneas de ancho ibérico, la línea C-1 circula por la línea Venta de Baños-Gijón. Por tanto, la línea C-1 comparte las vías en todo su recorrido con trenes de Renfe Media Distancia de la línea 24, entre Gijón y León, y con los trenes de largo recorrido Alvia  y servicios de mercancías. La línea C-2 comparte la línea con la línea C-1 entre Oviedo y Soto de Rey, en donde se desvía por el ramal Soto de Rey - Ciaño-Santa Ana, inaugurado en 1894. La línea C-3 circula por la línea León-Gijón entre Oviedo-Llamaquique y Villabona de Asturias, donde continua por el ramal Villabona de Asturias-San Juan de Nieva. Los servicios de la C-2 y C-3 suelen ser pasantes, es decir, un mismo tren recorre el recorrido El Entrego-San Juan de Nieva. Todas las líneas de ancho ibérico de cercanías coinciden en las estaciones de Oviedo y Llamaquique.
Son tres las líneas controladas por Renfe Cercanías:
| Estación              | Concejo          | Zona |
| --------------------- | ---------------- | ---- |
| Gijón-Sanz Crespo     | Gijón            | 4D   |
| Calzada de Asturias   | Gijón            | 3-4D |
| Veriña                | Gijón            | 3    |
| Monteana              | Gijón            | 3    |
| Serín                 | Gijón            | 3    |
| Villabona-Tabladiello | Llanera          | 3    |
| Villabona de Asturias | Llanera          | 2-3  |
| Lugo de Llanera       | Llanera          | 2    |
| Lugones               | Siero            | 1-2  |
| La Corredoria         | Oviedo           | 1    |
| Oviedo                | Oviedo           | 1    |
| Llamaquique           | Oviedo           | 1    |
| El Caleyo             | Oviedo           | 1    |
| Las Segadas           | Oviedo           | 1    |
| Soto de Rey           | Ribera de Arriba | 1-2  |
| Estación de Olloniego | Oviedo           | 2    |
| La Pereda-Riosa       | Mieres           | 2    |
| Ablaña                | Mieres           | 2    |
| Mieres-Puente         | Mieres           | 2-3  |
| Santullano            | Mieres           | 3    |
| Ujo                   | Mieres           | 3    |
| Villallana            | Lena             | 3    |
| Pola de Lena          | Lena             | 4    |
| La Cobertoria         | Lena             | 4    |
| Campomanes            | Lena             | 4    |
| La Frecha             | Lena             | 4    |
| Puente de los Fierros | Lena             | 4    |

| Estación                   | Concejo                    | Zona   |   |
| -------------------------- | -------------------------- | ------ | - |
| Llamaquique                | 1                          | Oviedo | 2 |
| El Caleyo                  | 1                          | Oviedo |   |
| Las Segadas                | Ribera de Arriba           | 1      |   |
| Soto de Rey                | Ribera de Arriba           | 1-2    |   |
| Santa Eulalia de Manzaneda | Oviedo                     | 2      |   |
| Tudela-Veguín              | Oviedo                     | 2      |   |
| Peña Rubia                 | Langreo                    | 3      |   |
| Barros                     | Langreo                    | 3      |   |
| La Felguera                | Langreo                    | 3      |   |
| Sama                       | Langreo                    | 3      |   |
| Ciaño                      | Langreo                    | 3      |   |
| El Entrego                 | San Martín del Rey Aurelio | 3      |   |

| Estación              | Concejo             | Zona  |
| --------------------- | ------------------- | ----- |
| Llamaquique           | Oviedo              | 1     |
| Oviedo                | Oviedo              | 1     |
| La Corredoria         | Oviedo              | 1     |
| Lugones               | Siero               | 1-2   |
| Lugo de Llanera       | Llanera             | 2     |
| Villabona de Asturias | Llanera             | 2     |
| Ferroñes              | Llanera             | 2-3   |
| Cancienes             | Corvera de Asturias | 3     |
| Nubledo               | Corvera de Asturias | 3     |
| Los Campos            | Corvera de Asturias | 3     |
| Villalegre            | Avilés              | 3     |
| La Rocica             | Avilés              | 3-4B  |
| Avilés                | Avilés              | 4B-4C |
| San Juan de Nieva     | Castrillón          | 4B    |

### Ancho métrico

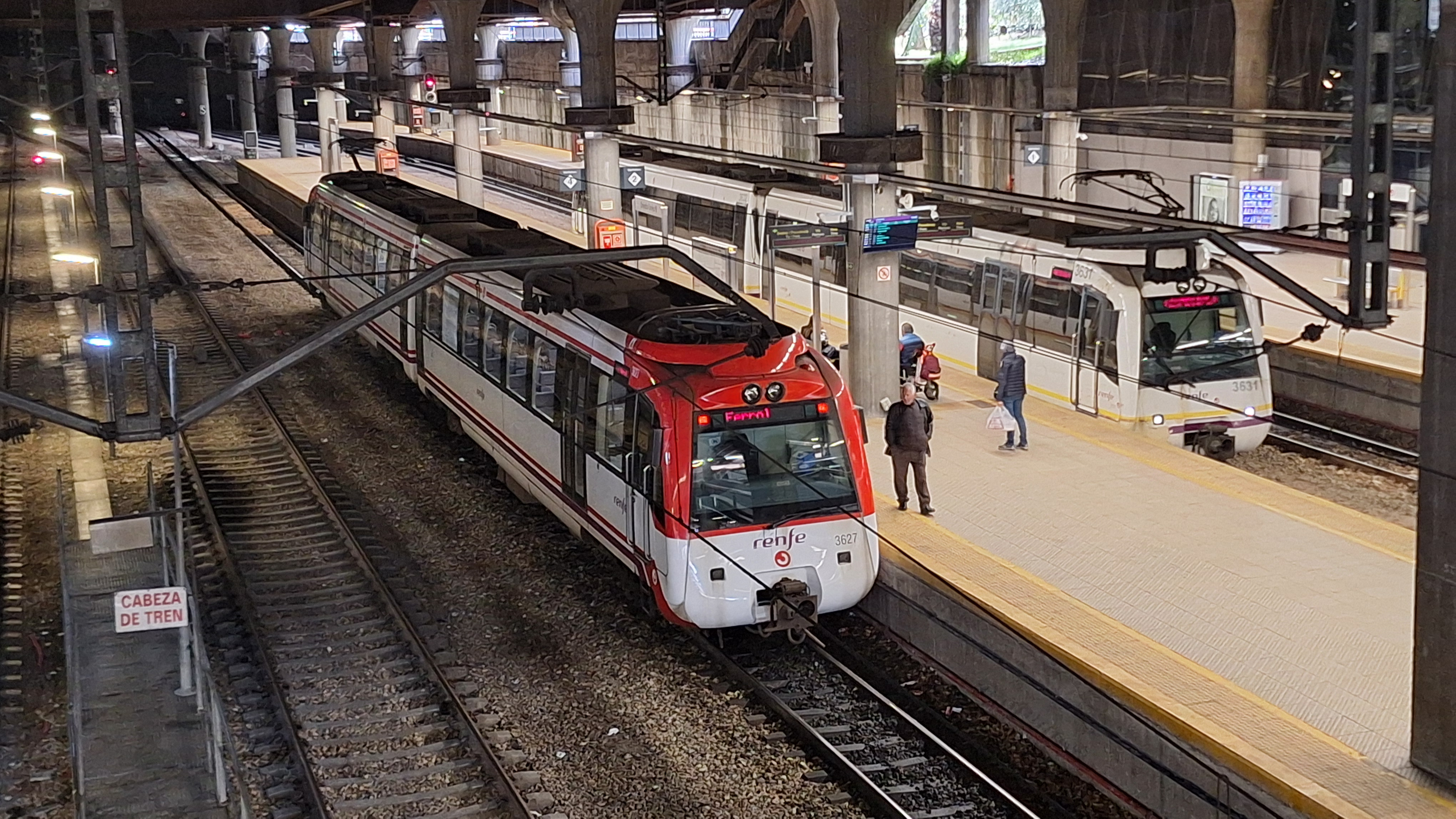
Dos trenes de ancho métrico de la serie 3600 en la estación de Oviedo en 2025. Uno de ellos incluye el nuevo esquema de colores rojo y blanco de Renfe Cercanías, mientras el otro mantiene el clásico amarillo y azul heredado de FEVE.

Tres de las líneas de ancho métrico comparten vías con los trenes regionales que comunican el Principado de Asturias con Cantabria y Galicia, usando en parte la línea Ferrol-Bilbao. Los servicios de cercanías coinciden en diversos tramos con los servicios regionales Ferrol-Oviedo-Santander, como entre Cudillero y Pravia (C-4), Pravia y Oviedo (C-7) y en la totalidad de la línea C-6, entre las estaciones de Oviedo e Infiesto. Adicionalmente, circulan servicios de cercanías semidirectos entre Gijón y Oviedo, pasando por El Berrón, sin línea.
Son seis las líneas de vía estrecha:
| Estación              | Concejo             | Zona |
| --------------------- | ------------------- | ---- |
| Gijón-Sanz Crespo     | Gijón               |      |
| Tremañes-Carreño      | Gijón               |      |
| Centro de Transportes | Gijón               |      |
| Veriña                | Gijón               |      |
| Aboño-Apeadero        | Carreño             |      |
| Xivares               | Carreño             |      |
| Perlora               | Carreño             |      |
| Candás-Apeadero       | Carreño             |      |
| Candás                | Carreño             |      |
| Regueral              | Carreño             |      |
| Zanzabornin           | Carreño             |      |
| Gudín-Laminación      | Corvera de Asturias |      |
| Trasona               | Corvera de Asturias |      |
| Oficinas (sin parada) | Corvera de Asturias |      |
| Llaranes              | Avilés              |      |
| Avilés-Apeadero       | Avilés              |      |
| Avilés                | Avilés              |      |
| Cristalería           | Avilés              |      |
| Raíces                | Castrillón          |      |
| Salinas               | Castrillón          |      |
| Piedras Blancas       | Castrillón          |      |
| Vegarrozadas          | Castrillón          |      |
| Santiago del Monte    | Castrillón          |      |
| El Parador            | Soto del Barco      |      |
| Soto del Barco        | Soto del Barco      |      |
| Riberas               | Soto del Barco      |      |
| Peñaullán             | Pravia              |      |
| Pravia                | Pravia              |      |
| Santianes             | Pravia              |      |
| Los Cabos             | Pravia              |      |
| Muros de Nalón        | Muros de Nalón      |      |
| El Pito-Piñera        | Cudillero           |      |
| Cudillero             | Cudillero           |      |

| Estación             | Concejo                    | Zona |
| -------------------- | -------------------------- | ---- |
| Gijón-Sanz Crespo    | Gijón                      |      |
| Tremañes-Langreo     | Gijón                      |      |
| Sotiello             | Gijón                      |      |
| Pinzales             | Gijón                      |      |
| La Aguda             | Gijón                      |      |
| Puente Buracos       | Siero                      |      |
| Florida              | Siero                      |      |
| Noreña               | Noreña                     |      |
| El Berrón            | Siero                      |      |
| Xixún                | Siero                      |      |
| Bendición            | Siero                      |      |
| Valdesoto            | Siero                      |      |
| Carbayín             | Siero                      |      |
| Boca Sur-Curuxona    | Siero                      |      |
| Tuilla               | Langreo                    |      |
| La Felguera-Vega     | Langreo                    |      |
| Sama-Los Llerones    | Langreo                    |      |
| Ciaño-Escobio        | Langreo                    |      |
| San Vicente          | San Martín del Rey Aurelio |      |
| El Entrego-La Oscura | San Martín del Rey Aurelio |      |
| Carrocera            | San Martín del Rey Aurelio |      |
| San Martín           | San Martín del Rey Aurelio |      |
| Sotrondio            | San Martín del Rey Aurelio |      |
| Blimea               | San Martín del Rey Aurelio |      |
| Barredos             | Laviana                    |      |
| Laviana              | Laviana                    |      |

| Estación          | Concejo | Zona |
| ----------------- | ------- | ---- |
| Gijón-Sanz Crespo | Gijón   |      |
| Noreña            | Noreña  |      |
| El Berrón         | Siero   |      |
| Colloto           | Siero   |      |
| Parque Principado | Siero   |      |
| Oviedo            | Oviedo  |      |

| Estación             | Concejo | Zona |
| -------------------- | ------- | ---- |
| Oviedo               | Oviedo  |      |
| La Corredoria        | Oviedo  |      |
| Parque Principado    | Oviedo  |      |
| Colloto              | Oviedo  |      |
| Meres                | Siero   |      |
| Fonciello            | Siero   |      |
| El Berrón            | Siero   |      |
| La Carrera de Siero  | Siero   |      |
| Pola de Siero        | Siero   |      |
| Los Corros           | Siero   |      |
| Lieres               | Siero   |      |
| El Remedio           | Nava    |      |
| Llames               | Nava    |      |
| Nava                 | Nava    |      |
| Fuente Santa de Nava | Nava    |      |
| Ceceda               | Nava    |      |
| Carancos             | Nava    |      |
| Pintueles            | Piloña  |      |
| Infiesto             | Piloña  |      |
| Infiesto-Apeadero    | Piloña  |      |

| Estación              | Concejo        | Zona |
| --------------------- | -------------- | ---- |
| Oviedo                | Oviedo         |      |
| Vallobín              | Oviedo         |      |
| La Argañosa-Lavapiés  | Oviedo         |      |
| Las Campas            | Oviedo         |      |
| Las Mazas             | Oviedo         |      |
| San Claudio           | Oviedo         |      |
| San Pedro de Nora     | Las Regueras   |      |
| Soto de Udrión        | Oviedo         |      |
| Trubia                | Oviedo         |      |
| Santa María de Grado  | Grado          |      |
| Vega de Anzo          | Grado          |      |
| Peñaflor              | Grado          |      |
| Grado                 | Grado          |      |
| Sandiche              | Candamo        |      |
| Aces                  | Candamo        |      |
| San Román             | Candamo        |      |
| Beifar                | Pravia         |      |
| Pravia                | Pravia         |      |
| San Ranón             | Pravia         |      |
| San Esteban de Pravia | Muros de Nalón |      |

| Estación        | Concejo | Zona |
| --------------- | ------- | ---- |
| Baíña           | Mieres  |      |
| La Pereda-Riosa | Mieres  |      |
| Ablaña          | Mieres  |      |
| Mieres-Vasco    | Mieres  |      |
| Caudalia        | Mieres  |      |
| Figaredo        | Mieres  |      |
| Ujo-Taruelo     | Mieres  |      |
| Santa Cruz      | Mieres  |      |
| Caborana        | Aller   |      |
| Moreda de Aller | Aller   |      |
| Oyanco          | Aller   |      |
| San Antonio     | Aller   |      |
| Piñeres         | Aller   |      |
| Corigos         | Aller   |      |
| Santa Ana-Soto  | Aller   |      |
| Cabañaquinta    | Aller   |      |
| Levinco         | Aller   |      |
| Collanzo        | Aller   |      |

## Estaciones de la red

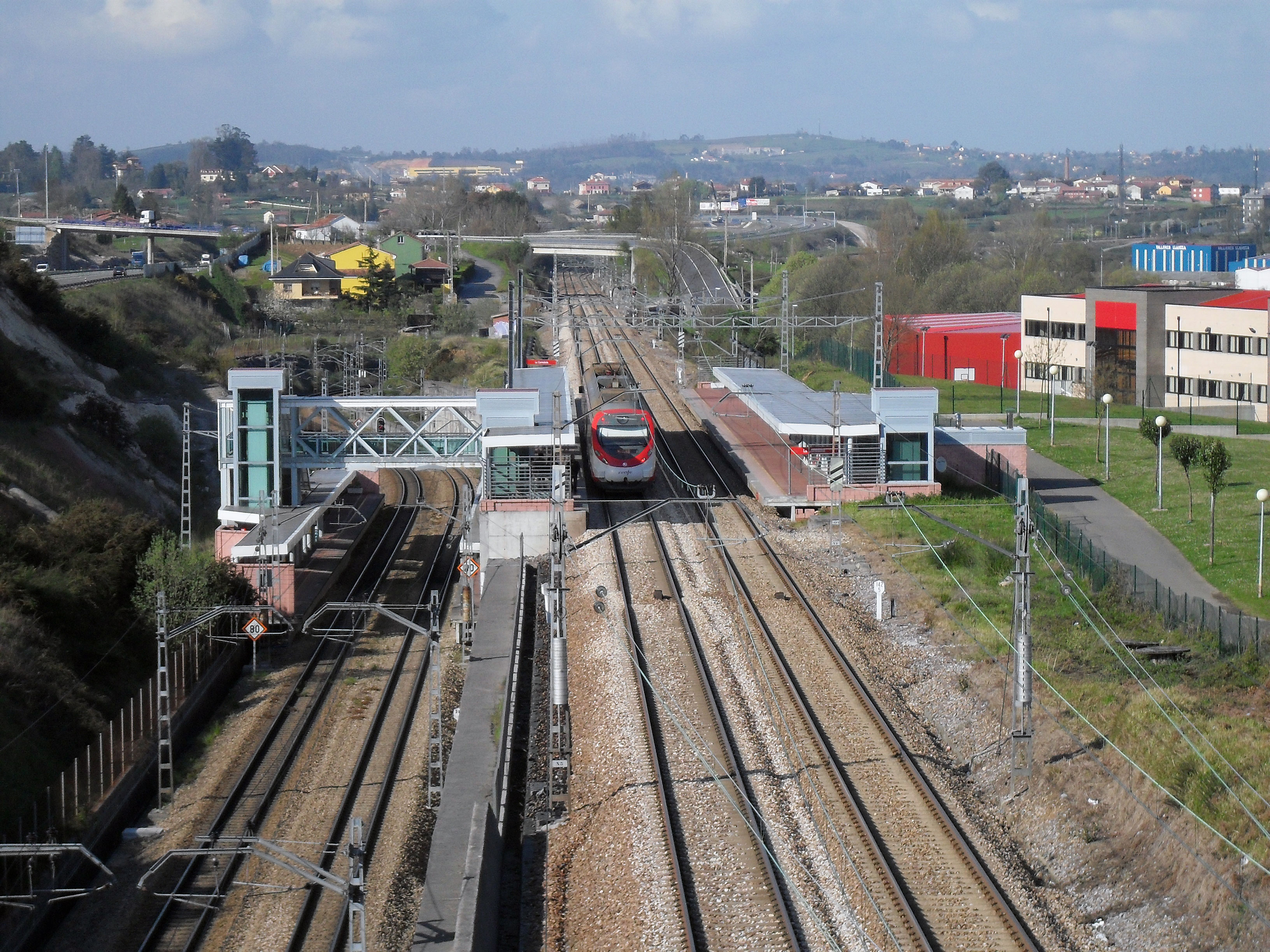
La estación de La Corredoria (Oviedo) combina vías de ancho métrico (izquierda) y ancho ibérico (derecha).

El núcleo de cercanías de Asturias tiene, a fecha de diciembre de 2021, un total de 156 estaciones y apeaderos, de los que la mayoría son de la red de ancho métrico, 113 del total. La gestión de las estaciones está, al igual que en el resto de núcleos de cercanías, compartida por el Adif y Renfe Cercanías, división de Renfe Viajeros. Según el convenio suscrito entre el Adif y Renfe, esta última compañía será la encargada de la gestión de las estaciones en las que tan sólo operen servicios de "Cercanías y Media Distancia" en monopolio, lo que en el caso de Asturias equivale a que Renfe asuma la gestión de la mayoría de estaciones, con la excepción de las situadas en la calle Uría de Oviedo y en la calle Sanz Crespo de Gijón.

### Lista de estaciones
A continuación se muestra una lista de todas las estaciones de cercanías en el Principado de Asturias, indicando el nombre y el concejo (municipio) en el que se sitúan, así como el número de viajeros "subidos", "bajados" y "total", que hace referencia al número de personas que se suben y se bajan de un tren en cada estación por día, con datos de 2018.
| Zona 1 Zona 2 Zona 3 Zona 4 Zona 4-A Zona 4-B Zona 4-C Zona 4-D | Zona 1 Zona 2 Zona 3 Zona 4 Zona 4-A Zona 4-B Zona 4-C Zona 4-D | Zona 1 Zona 2 Zona 3 Zona 4 Zona 4-A Zona 4-B Zona 4-C Zona 4-D | Zona 1 Zona 2 Zona 3 Zona 4 Zona 4-A Zona 4-B Zona 4-C Zona 4-D | Zona 1 Zona 2 Zona 3 Zona 4 Zona 4-A Zona 4-B Zona 4-C Zona 4-D | Zona 1 Zona 2 Zona 3 Zona 4 Zona 4-A Zona 4-B Zona 4-C Zona 4-D | Zona 1 Zona 2 Zona 3 Zona 4 Zona 4-A Zona 4-B Zona 4-C Zona 4-D | Zona 1 Zona 2 Zona 3 Zona 4 Zona 4-A Zona 4-B Zona 4-C Zona 4-D | Zona 1 Zona 2 Zona 3 Zona 4 Zona 4-A Zona 4-B Zona 4-C Zona 4-D | Zona 1 Zona 2 Zona 3 Zona 4 Zona 4-A Zona 4-B Zona 4-C Zona 4-D |
| Imagen                                                          | Estación                                                        | Concejo                                                         | Zona                                                            | Zona                                                            | Subidos                                                         | Bajados                                                         | Total                                                           | Líneas                                                          | Notas |
| --------------------------------------------------------------- | --------------------------------------------------------------- | --------------------------------------------------------------- | --------------------------------------------------------------- | --------------------------------------------------------------- | --------------------------------------------------------------- | --------------------------------------------------------------- | --------------------------------------------------------------- | --------------------------------------------------------------- | --- |
|                                                                 | Oviedo                                                          | Oviedo                                                          | 1                                                               | 1                                                               | 5389                                                            | 5201                                                            | 10580                                                           |                                                                 | Referida como "Oviedo/Uviéu" por Renfe. Dispone de servicios regionales, Alvia, AVE y Avlo hasta Santander, Ferrol, León, Valladolid, Madrid y Alicante, entre otros. Anteriormente referida cómo Oviedo-Norte, para diferenciarla de Oviedo-Vasco, derribada en 1989. También existieron en Oviedo otras dos estaciones, derribadas en 1999, Oviedo-Jovellanos y Oviedo-Económicos. |
|                                                                 | Llamaquique                                                     | Oviedo                                                          | 1                                                               | 1                                                               | 2662                                                            | 2893                                                            | 5555                                                            |                                                                 | Dispone de servicios regionales hasta León y Valladolid. |
|                                                                 | Gijón-Sanz Crespo                                               | Gijón                                                           | 4-D                                                             | 4-D                                                             | 2255                                                            | 2174                                                            | 4429                                                            |                                                                 | Referida como "Gijón/Xixón" por Renfe. Dispone de servicios regionales, Alvia, AVE y Avlo hasta León, Valladolid, Madrid y Alicante, entre otros. Existiron en Gijón otras tres estaciones, Gijón-Jovellanos/La Braña y Gijón-Cercanías, a las que Gijón-Sanz Crespo sutituye de forma provisional; y Gijón-Norte, hoy reconvertida en el Museo del Ferrocarril de Asturias. Gijón-Norte dejó de prestar servicio en 1990, mientras que Gijón-Jovellanos y Gijón-Cercanías lo hicieron hasta 2011. Fueron derribadas para permitir el soterramiento de las vías y la realización del proyecto del Metrotren. |
|                                                                 | Lugones                                                         | Siero                                                           | 1                                                               | 2                                                               | 1673                                                            | 1662                                                            | 3336                                                            |                                                                 | Referida como "Lugones/Llugones" por Renfe. |
|                                                                 | La Corredoria                                                   | Oviedo                                                          | 1                                                               | 1                                                               | 1381                                                            | 1252                                                            | 2633                                                            |                                                                 | Dispone de servicios regionales hasta Santander. |
|                                                                 | Lugo de Llanera                                                 | Llanera                                                         | 2                                                               | 2                                                               | 859                                                             | 874                                                             | 1733                                                            |                                                                 | |
|                                                                 | Calzada de Asturias                                             | Gijón                                                           | 3                                                               | 4-D                                                             | 799                                                             | 873                                                             | 1672                                                            |                                                                 | Referida como "La Calzada" por Renfe. Dispone de servicios regionales hasta León y Valladolid. |
|                                                                 | Avilés                                                          | Avilés                                                          | 4-B                                                             | 4-C                                                             | 816                                                             | 847                                                             | 1663                                                            |                                                                 | No confundir con Avilés-Apeadero en la línea C-4. Dispone de servicio Alvia hasta Madrid. |
|                                                                 | Mieres-Puente                                                   | Mieres                                                          | 2                                                               | 3                                                               | 710                                                             | 834                                                             | 1544                                                            |                                                                 | Referida como "Mieres del Camín" por Renfe. Dispone de servicios regionales hasta León y Valladolid. No confundir con Mieres-Vasco en la línea C-8. |
|                                                                 | El Berrón                                                       | Siero                                                           | 1                                                               | 2                                                               | 671                                                             | 695                                                             | 1366                                                            |                                                                 | Dispone de servicios regionales hasta Santander. |
|                                                                 | Villalegre                                                      | Avilés                                                          | 3                                                               | 3                                                               | 448                                                             | 443                                                             | 891                                                             |                                                                 | |
|                                                                 | Pola de Siero                                                   | Siero                                                           | 2                                                               | 2                                                               | 412                                                             | 429                                                             | 841                                                             |                                                                 | Referida como "La Pola Siero" por Renfe. Dispone de servicios regionales hasta Santander. |
|                                                                 | Pola de Lena                                                    | Lena                                                            | 4                                                               | 4                                                               | 410                                                             | 382                                                             | 792                                                             |                                                                 | Referida como "La Pola" por Renfe. Dispone de servicios regionales hasta León y Valladolid. |
|                                                                 | La Felguera                                                     | Langreo                                                         | 3                                                               | 3                                                               | 358                                                             | 380                                                             | 738                                                             |                                                                 | No confundir con La Felguera-Vega en la línea C-5. |
|                                                                 | Pravia                                                          | Pravia                                                          | 4-A                                                             | 4-A                                                             | 345                                                             | 344                                                             | 689                                                             |                                                                 | Dispone de servicios regionales hasta Ferrol. |
|                                                                 | La Rocica                                                       | Avilés                                                          | 3                                                               | 4-B                                                             | 249                                                             | 228                                                             | 477                                                             |                                                                 | |
|                                                                 | El Entrego                                                      | San Martín del Rey Aurelio                                      | 3                                                               | 3                                                               | 226                                                             | 221                                                             | 447                                                             |                                                                 | Referida como "L'Entregu/El Entrego" por Renfe. No confundir con El Entrego-La Oscura en la línea C-5. |
|                                                                 | Sama                                                            | Langreo                                                         | 3                                                               | 3                                                               | 210                                                             | 222                                                             | 432                                                             |                                                                 | No confundir con Sama-Los Llerones en la línea C-5. |
|                                                                 | Candás-Apeadero                                                 | Carreño                                                         | 4-C                                                             | 4-D                                                             | 205                                                             | 195                                                             | 400                                                             |                                                                 | No confundir con Candás. |
|                                                                 | Mieres-Vasco                                                    | Mieres                                                          | 2                                                               | 3                                                               | 188                                                             | 189                                                             | 377                                                             |                                                                 | No confundir con Mieres-Puente en la Línea C-1 |
|                                                                 | Moreda                                                          | Aller                                                           | 2                                                               | 3                                                               | 178                                                             | 165                                                             | 343                                                             |                                                                 | Referida como "Moreda/Morea" por Renfe. |
|                                                                 | Parque Principado                                               | Oviedo                                                          | 1                                                               | 1                                                               | 141                                                             | 178                                                             | 319                                                             |                                                                 | Dispone de servicios regionales hasta Santander. |
|                                                                 | Los Campos                                                      | Corvera de Asturias                                             | 3                                                               | 3                                                               | 161                                                             | 156                                                             | 318                                                             |                                                                 | |
|                                                                 | Las Segadas                                                     | Oviedo                                                          | 1                                                               | 1                                                               | 156                                                             | 162                                                             | 318                                                             |                                                                 | Referida como "Les Segaes/Las Segadas de Abajo" por Renfe. |
|                                                                 | Avilés-Apeadero                                                 | Avilés                                                          | 4-B                                                             | 4-C                                                             | 165                                                             | 151                                                             | 316                                                             |                                                                 | No confundir con Avilés en las líneas C-3 y C-4 |
|                                                                 | Nava                                                            | Nava                                                            | 3                                                               | 4                                                               | 144                                                             | 158                                                             | 302                                                             |                                                                 | Dispone de servicios regionales hastaSantander. |
|                                                                 | Noreña                                                          | Noreña                                                          | 2                                                               | 3                                                               | 150                                                             | 148                                                             | 298                                                             |                                                                 | |
|                                                                 | Colloto                                                         | Siero                                                           | 1                                                               | 1                                                               | 142                                                             | 139                                                             | 281                                                             |                                                                 | Referida como "Colloto/Cualloto" por Renfe. Dispone de servicios regionales hasta Santander. |
|                                                                 | Ujo                                                             | Mieres                                                          | 3                                                               | 3                                                               | 134                                                             | 116                                                             | 250                                                             |                                                                 | Referida como "Uxo" por Renfe. Dispone de servicios regionales hasta León y Valladolid. No confundir con Ujo-Taruelo en la línea C-8. |
|                                                                 | Ablaña                                                          | Mieres                                                          | 2                                                               | 2                                                               | 126                                                             | 110                                                             | 236                                                             |                                                                 | |
|                                                                 | Piedras Blancas                                                 | Castrillón                                                      | 4-B                                                             | 4-B                                                             | 117                                                             | 106                                                             | 223                                                             |                                                                 | Referida como "Piedrasblancas" por Renfe. |
|                                                                 | Trubia                                                          | Oviedo                                                          | 1                                                               | 2                                                               | 126                                                             | 90                                                              | 216                                                             |                                                                 | Dispone de servicios regionales hasta Ferrol. |
|                                                                 | La Felguera-Vega                                                | Langreo                                                         | 3                                                               | 4                                                               | 92                                                              | 108                                                             | 200                                                             |                                                                 | No confundir con La Felguera en la línea C-2. |
|                                                                 | Cancienes                                                       | Corvera de Asturias                                             | 3                                                               | 3                                                               | 84                                                              | 84                                                              | 168                                                             |                                                                 | |
|                                                                 | Meres                                                           | Siero                                                           | 1                                                               | 1                                                               | 81                                                              | 76                                                              | 157                                                             |                                                                 | Dispone de servicios regionales hasta Santander. |
|                                                                 | Villabona de Asturias                                           | Llanera                                                         | 2                                                               | 2                                                               | 87                                                              | 68                                                              | 155                                                             |                                                                 | Referida simplemente como "Villabona" por Renfe. No confundir con Villabona-Tabladiello. |
|                                                                 | Cabañaquinta                                                    | Aller                                                           | 3                                                               | 3                                                               | 70                                                              | 82                                                              | 152                                                             |                                                                 | Referida como "Cabañaquinta/Cabanaquinta" por Renfe. |
|                                                                 | Lieres                                                          | Siero                                                           | 2                                                               | 3                                                               | 78                                                              | 69                                                              | 147                                                             |                                                                 | Dispone de servicios regionales hasta Santander. |
|                                                                 | Grado                                                           | Grado                                                           | 2                                                               | 3                                                               | 72                                                              | 66                                                              | 138                                                             |                                                                 | Referida como "Grado/Grau" por Renfe. Dispone de servicios regionales hasta Ferrol. |
|                                                                 | Ciaño                                                           | Langreo                                                         | 3                                                               | 3                                                               | 74                                                              | 63                                                              | 137                                                             |                                                                 | Referida como "Ciañu" por Renfe. No confundir con Ciaño-Escobio en la línea C-5. |
|                                                                 | Candás                                                          | Carreño                                                         | 4-C                                                             | 4-D                                                             | 69                                                              | 59                                                              | 128                                                             |                                                                 | No confundir con Candás-Apeadero. |
|                                                                 | Caudalia                                                        | Mieres                                                          | 2                                                               | 2                                                               | 61                                                              | 66                                                              | 127                                                             |                                                                 | Referida como "Santuyano-Caudalia" por Renfe. |
| Vista exterior de la estación de tren                           | Sama-Los Llerones                                               | Langreo                                                         | 3                                                               | 4                                                               | 63                                                              | 63                                                              | 126                                                             |                                                                 | No confundir con Sama en la línea C-2. |
|                                                                 | Trasona                                                         | Corvera de Asturias                                             | 4-C                                                             | 4-C                                                             | 69                                                              | 54                                                              | 123                                                             |                                                                 | Referida como "Trasona/Tresona" por Renfe. |
|                                                                 | Tudela-Veguín                                                   | Oviedo                                                          | 2                                                               | 2                                                               | 68                                                              | 54                                                              | 122                                                             |                                                                 | Referida como "Veguín" por Renfe. |
|                                                                 | Soto de Rey                                                     | Ribera de Arriba                                                | 1                                                               | 2                                                               | 62                                                              | 55                                                              | 117                                                             |                                                                 | Referida como "Soto Rei/Soto de Rey" por Renfe. |
|                                                                 | Monteana                                                        | Gijón                                                           | 3                                                               | 3                                                               | 58                                                              | 53                                                              | 111                                                             |                                                                 | Referida como "Montiana" por Renfe. |
|                                                                 | Carbayín                                                        | Siero                                                           | 2                                                               | 3                                                               | 54                                                              | 55                                                              | 109                                                             |                                                                 | |
|                                                                 | Serín                                                           | Gijón                                                           | 3                                                               | 3                                                               | 46                                                              | 60                                                              | 106                                                             |                                                                 | |
|                                                                 | Tuilla                                                          | Langreo                                                         | 3                                                               | 3                                                               | 56                                                              | 49                                                              | 105                                                             |                                                                 | Referida como "Tuilla/Tuiya" por Renfe. |
|                                                                 | Laviana                                                         | Laviana                                                         | 4                                                               | 4                                                               | 37                                                              | 66                                                              | 103                                                             |                                                                 | Referida como "Pola de Laviana/La Pola de Llaviana" por Renfe. |
| 116x116                                                         | Llaranes                                                        | Avilés                                                          | 4-C                                                             | 4-C                                                             | 48                                                              | 53                                                              | 101                                                             |                                                                 | |
|                                                                 | La Pereda-Riosa                                                 | Mieres                                                          | 2                                                               | 2                                                               | 58                                                              | 38                                                              | 96                                                              |                                                                 | Referida como "La Perea" por Renfe. |
|                                                                 | El Entrego-La Oscura                                            | San Martín del Rey Aurelio                                      | 3                                                               | 4                                                               | 41                                                              | 50                                                              | 91                                                              |                                                                 | Referida como "L'Entregu-La Escura" por Renfe. |
|                                                                 | Veriña                                                          | Gijón                                                           | 3                                                               | 4-D                                                             | 48                                                              | 41                                                              | 89                                                              |                                                                 | |
|                                                                 | Argañosa-Lavapiés                                               | Oviedo                                                          | 1                                                               | 1                                                               | 50                                                              | 36                                                              | 86                                                              |                                                                 | Referida como "L'Argañosa-Llapiés" por Renfe. Dispone de servicios regionales hasta Ferrol. |
|                                                                 | El Parador                                                      | Soto del Barco                                                  | 4-A                                                             | 4-A                                                             | 42                                                              | 38                                                              | 80                                                              |                                                                 | |
|                                                                 | Infiesto-Apeadero                                               | Piloña                                                          | 4                                                               | 4                                                               | 35                                                              | 41                                                              | 76                                                              |                                                                 | Referida como "L'Infiestu-Apeadero" por Renfe. Dispone de servicios regionales hasta Santander. No confundir con Infiesto. |
|                                                                 | Santullano                                                      | Mieres                                                          | 3                                                               | 3                                                               | 36                                                              | 40                                                              | 76                                                              |                                                                 | Referida como "Santuyano" por Renfe. |
|                                                                 | Caborana                                                        | Aller                                                           | 2                                                               | 2                                                               | 36                                                              | 35                                                              | 71                                                              |                                                                 | |
|                                                                 | Villallana                                                      | Lena                                                            | 3                                                               | 3                                                               | 31                                                              | 38                                                              | 69                                                              |                                                                 | Referida como "Villayana" por Renfe. |
|                                                                 | Collanzo                                                        | Aller                                                           | 3                                                               | 3                                                               | 31                                                              | 37                                                              | 68                                                              |                                                                 | Referida como "Coḷḷanzo" por Renfe. |
|                                                                 | Tremañes-Langreo                                                | Gijón                                                           | 4-D                                                             | 4-D                                                             | 42                                                              | 25                                                              | 67                                                              |                                                                 | Referida como "Tremañes-Llangréu" por Renfe. No confundir con Tremañes-Carreño en la línea C-4 |
|                                                                 | San Claudio                                                     | Oviedo                                                          | 1                                                               | 1                                                               | 35                                                              | 31                                                              | 66                                                              |                                                                 | Referida como "San Claudio/San Cloyo" por Renfe. Dispone de servicios regionales hasta Ferrol. |
|                                                                 | Cudillero                                                       | Cudillero                                                       | 4-A                                                             | 4-A                                                             | 24                                                              | 41                                                              | 65                                                              |                                                                 | Dispone de servicios regionales hasta Ferrol. |
|                                                                 | Oyanco                                                          | Aller                                                           | 2                                                               | 3                                                               | 30                                                              | 33                                                              | 63                                                              |                                                                 | Referida como "L'Oyanco" por Renfe. |
|                                                                 | Vallobín                                                        | Oviedo                                                          | 1                                                               | 1                                                               | 24                                                              | 33                                                              | 57                                                              |                                                                 | Referida como "El Vallobín" por Renfe. Dispone de servicios regionales hasta Ferrol. |
|                                                                 | Nubledo                                                         | Corvera de Asturias                                             | 3                                                               | 3                                                               | 32                                                              | 24                                                              | 56                                                              |                                                                 | Referida como "Nubledo/Nubleo" por Renfe. |
|                                                                 | Soto del Barco                                                  | Soto del Barco                                                  | 4-A                                                             | 4-A                                                             | 31                                                              | 23                                                              | 54                                                              |                                                                 | Referida como "Sotu'l Barcu" por Renfe. |
|                                                                 | Sotrondio                                                       | San Martín del Rey Aurelio                                      | 4                                                               | 4                                                               | 24                                                              | 29                                                              | 53                                                              |                                                                 | |
|                                                                 | Muros de Nalón                                                  | Muros del Nalón                                                 | 4-A                                                             | 4-A                                                             | 21                                                              | 31                                                              | 52                                                              |                                                                 | Dispone de servicios regionales hasta Ferrol. |
|                                                                 | Infiesto                                                        | Piloña                                                          | 4                                                               | 4                                                               | 22                                                              | 30                                                              | 52                                                              |                                                                 | Referida como "L'Infiestu" por Renfe. Dispone de servicios regionales hasta Santander. No confundir con Infiesto-Apeadero. |
|                                                                 | San Román                                                       | Candamo                                                         | 3                                                               | 4-A                                                             | 25                                                              | 25                                                              | 50                                                              |                                                                 | Dispone de servicios regionales hasta Ferrol. |
|                                                                 | Tremañes-Carreño                                                | Gijón                                                           | 4-D                                                             | 4-D                                                             | 14                                                              | 36                                                              | 50                                                              |                                                                 | No confundir con Tremañes-Langreo en la línea C-5. |
|                                                                 | Pinzales                                                        | Gijón                                                           | 4-D                                                             | 4-D                                                             | 23                                                              | 26                                                              | 49                                                              |                                                                 | |
|                                                                 | Figaredo                                                        | Mieres                                                          | 2                                                               | 2                                                               | 27                                                              | 21                                                              | 48                                                              |                                                                 | Referida como "Figareo" por Renfe. |
|                                                                 | Ciaño-Escobio                                                   | Langreo                                                         | 3                                                               | 4                                                               | 20                                                              | 27                                                              | 47                                                              |                                                                 | Referida como "Ciañu-Escobio" por Renfe. No confundir con Ciaño en la línea C-2. |
|                                                                 | Villabona-Tabladiello                                           | Llanera                                                         | 2                                                               | 3                                                               | 23                                                              | 24                                                              | 47                                                              |                                                                 | Referida simplemente como "Tabladiello" por Renfe. No confundir con Villabona de Asturias. |
|                                                                 | Olloniego                                                       | Oviedo                                                          | 2                                                               | 2                                                               | 20                                                              | 26                                                              | 46                                                              |                                                                 | Referida como "Olloniego/Lluniego" por Renfe. |
|                                                                 | Corigos                                                         | Aller                                                           | 3                                                               | 3                                                               | 25                                                              | 21                                                              | 46                                                              |                                                                 | |
|                                                                 | Campomanes                                                      | Lena                                                            | 4                                                               | 4                                                               | 19                                                              | 25                                                              | 44                                                              |                                                                 | Referida como "Campumanes" por Renfe. Dispone de servicios regionales hasta León y Valladolid. |
|                                                                 | San Juan de Nieva                                               | Castrillón                                                      | 4-B                                                             | 4-B                                                             | 23                                                              | 20                                                              | 43                                                              |                                                                 | Referida como "San Xuan" por Renfe. |
|                                                                 | Blimea                                                          | San Martín del Rey Aurelio                                      | 4                                                               | 4                                                               | 25                                                              | 17                                                              | 42                                                              |                                                                 | |
|                                                                 | Carancos                                                        | Nava                                                            | 4                                                               | 4                                                               | 23                                                              | 19                                                              | 42                                                              |                                                                 | Dispone de servicios regionales hasta Santander. |
|                                                                 | Barredos                                                        | Laviana                                                         | 4                                                               | 4                                                               | 24                                                              | 17                                                              | 41                                                              |                                                                 | Referida como "Barredos/Los Barredos" por Renfe. |
|                                                                 | Santa Eulalia de Manzaneda                                      | Oviedo                                                          | 2                                                               | 2                                                               | 17                                                              | 24                                                              | 41                                                              |                                                                 | Referida como "Santolaya" por Renfe. |
|                                                                 | Perlora                                                         | Carreño                                                         | 4-D                                                             | 4-D                                                             | 24                                                              | 17                                                              | 41                                                              |                                                                 | |
|                                                                 | Las Campas                                                      | Oviedo                                                          | 1                                                               | 1                                                               | 26                                                              | 14                                                              | 40                                                              |                                                                 | Referida como "Les Campes" por Renfe. Dispone de servicios regionales hasta Ferrol. |
|                                                                 | Peña Rubia                                                      | Langreo                                                         | 3                                                               | 3                                                               | 15                                                              | 24                                                              | 39                                                              |                                                                 | Referida como "Peñarrubia" por Renfe. |
|                                                                 | Levinco                                                         | Aller                                                           | 3                                                               | 3                                                               | 18                                                              | 21                                                              | 39                                                              |                                                                 | Referida como "Ḷḷevinco" por Renfe. |
|                                                                 | Baiña                                                           | Mieres                                                          | 2                                                               | 2                                                               | 19                                                              | 18                                                              | 37                                                              |                                                                 | |
|                                                                 | El Caleyo                                                       | Oviedo                                                          | 1                                                               | 1                                                               | 18                                                              | 19                                                              | 37                                                              |                                                                 | Referida como "El Caleyu" por Renfe. |
|                                                                 | Santa María de Grado                                            | Grado                                                           | 2                                                               | 2                                                               | 5                                                               | 31                                                              | 36                                                              |                                                                 | Referida como "Santa María Grau" por Renfe. Dispone de servicios regionales hasta Ferrol. |
|                                                                 | Soto Udrión                                                     | Oviedo                                                          | 1                                                               | 2                                                               | 13                                                              | 21                                                              | 34                                                              |                                                                 | Referida como "Sotu-Udrión" por Renfe. Dispone de servicios regionales hasta Ferrol. |
|                                                                 | Gudín-Laminación                                                | Corvera de Asturias                                             | 4-C                                                             | 4-C                                                             | 15                                                              | 18                                                              | 33                                                              |                                                                 | Referida como "Gudín-Llaminación" por Renfe. |
|                                                                 | Peñaullán                                                       | Pravia                                                          | 4-A                                                             | 4-A                                                             | 15                                                              | 16                                                              | 31                                                              |                                                                 | |
|                                                                 | San Pedro del Nora                                              | La Regueras                                                     | 1                                                               | 1                                                               | 25                                                              | 6                                                               | 31                                                              |                                                                 | Referida como "San Pedru Nora" por Renfe. Dispone de servicios regionales hasta Ferrol. |
|                                                                 | Santa Cruz                                                      | Mieres                                                          | 2                                                               | 2                                                               | 13                                                              | 18                                                              | 31                                                              |                                                                 | |
|                                                                 | El Remedio                                                      | Nava                                                            | 3                                                               | 3                                                               | 14                                                              | 16                                                              | 30                                                              |                                                                 | Referida como "El Remediu" por Renfe. Dispone de servicios regionales hasta Santander. |
|                                                                 | Santa Ana                                                       | Aller                                                           | 3                                                               | 3                                                               | 14                                                              | 16                                                              | 30                                                              |                                                                 | Referida como "Santana-Soto" por Renfe. |
|                                                                 | Valdesoto                                                       | Siero                                                           | 2                                                               | 2                                                               | 17                                                              | 13                                                              | 30                                                              |                                                                 | |
|                                                                 | Carrocera                                                       | San Martín del Rey Aurelio                                      | 4                                                               | 4                                                               | 13                                                              | 16                                                              | 29                                                              |                                                                 | |
|                                                                 | San Vicente                                                     | San Martín del Rey Aurelio                                      | 3                                                               | 4                                                               | 15                                                              | 14                                                              | 29                                                              |                                                                 | |
|                                                                 | Llames                                                          | Nava                                                            | 3                                                               | 3                                                               | 15                                                              | 14                                                              | 29                                                              |                                                                 | Dispone de servicios regionales hasta Santander. No confundir con Llanes, estación del oriente asturiano, únicamente servido por trenes regionales. |
|                                                                 | Bendición                                                       | Siero                                                           | 2                                                               | 2                                                               | 17                                                              | 11                                                              | 28                                                              |                                                                 | |
|                                                                 | Ujo-Taruelo                                                     | Mieres                                                          | 2                                                               | 2                                                               | 14                                                              | 14                                                              | 28                                                              |                                                                 | Referida como "Uxo-Taruelo" por Renfe. No confundir con Ujo en la línea C-1 |
|                                                                 | Ferroñes                                                        | Llanera                                                         | 2                                                               | 3                                                               | 14                                                              | 13                                                              | 27                                                              |                                                                 | |
|                                                                 | San Esteban de Pravia                                           | Pravia                                                          | 4-A                                                             | 4-A                                                             | 18                                                              | 9                                                               | 27                                                              |                                                                 | Referida simplemente como "San Esteban" por Renfe. |
|                                                                 | La Carrera de Siero                                             | Siero                                                           | 2                                                               | 2                                                               | 15                                                              | 12                                                              | 27                                                              |                                                                 | Referida simplemente como "La Carrera" por Renfe. Dispone de servicios regionales hasta Santander. |
|                                                                 | Aboño                                                           | Carreño                                                         | 4-D                                                             | 4-D                                                             | 12                                                              | 14                                                              | 26                                                              |                                                                 | |
|                                                                 | Raíces                                                          | Castrillón                                                      | 4-B                                                             | 4-B                                                             | 12                                                              | 14                                                              | 26                                                              |                                                                 | Referida como "Raíces Nuevo/La Fundición" por Renfe. |
|                                                                 | Xivares                                                         | Carreño                                                         | 4-D                                                             | 4-D                                                             | 11                                                              | 15                                                              | 26                                                              |                                                                 | |
|                                                                 | Vega de Anzo                                                    | Grado                                                           | 2                                                               | 2                                                               | 13                                                              | 13                                                              | 26                                                              |                                                                 | Referida como "Veiga d'Anzu" por Renfe. Dispone de servicios regionales hasta Ferrol. |
|                                                                 | Los Corros                                                      | Siero                                                           | 2                                                               | 2                                                               | 13                                                              | 13                                                              | 26                                                              |                                                                 | Dispone de servicios regionales hasta Santander. |
|                                                                 | Ceceda                                                          | Nava                                                            | 4                                                               | 4                                                               | 12                                                              | 13                                                              | 25                                                              |                                                                 | Referida como "Ceceda/Cecea" por Renfe. Dispone de servicios regionales hasta Santander. |
|                                                                 | Barros                                                          | Langreo                                                         | 3                                                               | 3                                                               | 12                                                              | 12                                                              | 24                                                              |                                                                 | |
|                                                                 | San Martín                                                      | San Martín del Rey Aurelio                                      | 4                                                               | 4                                                               | 10                                                              | 14                                                              | 24                                                              |                                                                 | Referida como "Samartín" por Renfe. |
|                                                                 | Puente Buracos                                                  | Siero                                                           | 3                                                               | 3                                                               | 12                                                              | 11                                                              | 23                                                              |                                                                 | |
|                                                                 | Salinas                                                         | Castrillón                                                      | 4-B                                                             | 4-B                                                             | 15                                                              | 7                                                               | 22                                                              |                                                                 | |
|                                                                 | Piñeres                                                         | Aller                                                           | 3                                                               | 3                                                               | 10                                                              | 9                                                               | 19                                                              |                                                                 | |
|                                                                 | Santianes                                                       | Pravia                                                          | 4-A                                                             | 4-A                                                             | 9                                                               | 8                                                               | 17                                                              |                                                                 | Dispone de servicios regionales hasta Ferrol. |
|                                                                 | Los Cabos                                                       | Pravia                                                          | 4-A                                                             | 4-A                                                             | 10                                                              | 7                                                               | 17                                                              |                                                                 | Dispone de servicios regionales hasta Ferrol. |
|                                                                 | Curuxona                                                        | Siero                                                           | 3                                                               | 3                                                               | 7                                                               | 10                                                              | 17                                                              |                                                                 | |
|                                                                 | Xixún                                                           | Siero                                                           | 2                                                               | 2                                                               | 6                                                               | 9                                                               | 15                                                              |                                                                 | No confundir con Gijón Sanz-Crespo, en las líneas C-1, C-4, C-5 y C-9f. |
|                                                                 | Peñaflor                                                        | Grado                                                           | 2                                                               | 2                                                               | 8                                                               | 7                                                               | 15                                                              |                                                                 | Dispone de servicios regionales hasta Ferrol. |
|                                                                 | Beifar                                                          | Candamo                                                         | 4-A                                                             | 4-A                                                             | 7                                                               | 8                                                               | 15                                                              |                                                                 | Dispone de servicios regionales hasta Ferrol. |
|                                                                 | Cristalería                                                     | Avilés                                                          | 4-B                                                             | 4-B                                                             | 6                                                               | 8                                                               | 14                                                              |                                                                 | |
|                                                                 | Fonciello                                                       | Siero                                                           | 1                                                               | 1                                                               | 5                                                               | 9                                                               | 14                                                              |                                                                 | Dispone de servicios regionales hasta Santander. |
|                                                                 | Regueral                                                        | Carreño                                                         | 4-C                                                             | 4-C                                                             | 7                                                               | 6                                                               | 13                                                              |                                                                 | Referida como "El Regueral" por Renfe. |
|                                                                 | Riberas                                                         | Soto del Barco                                                  | 4-A                                                             | 4-A                                                             | 6                                                               | 6                                                               | 12                                                              |                                                                 | |
|                                                                 | El Pito-Piñera                                                  | Cudillero                                                       | 4-A                                                             | 4-A                                                             | 7                                                               | 5                                                               | 12                                                              |                                                                 | Dispone de servicios regionales hasta Ferrol. |
|                                                                 | Zanzabornín                                                     | Carreño                                                         | 4-C                                                             | 4-C                                                             | 6                                                               | 6                                                               | 12                                                              |                                                                 | Referida como "San Zabornin" por Renfe. |
|                                                                 | San Antonio                                                     | Aller                                                           | 3                                                               | 3                                                               | 8                                                               | 6                                                               | 12                                                              |                                                                 | |
|                                                                 | Aguda                                                           | Gijón                                                           | 3                                                               | 4-D                                                             | 5                                                               | 5                                                               | 10                                                              |                                                                 | |
|                                                                 | Puente de los Fierros                                           | Lena                                                            | 4                                                               | 4                                                               | 3                                                               | 7                                                               | 10                                                              |                                                                 | Referida como "Fierros" por Renfe. Dispone de servicios regionales hasta León y Valladolid. |
|                                                                 | La Cobertoria                                                   | Lena                                                            | 4                                                               | 4                                                               | 4                                                               | 4                                                               | 8                                                               |                                                                 | |
|                                                                 | Florida                                                         | Siero                                                           | 3                                                               | 3                                                               | 2                                                               | 6                                                               | 8                                                               |                                                                 | |
|                                                                 | Pintueles                                                       | Piloña                                                          | 4                                                               | 4                                                               | 3                                                               | 4                                                               | 7                                                               |                                                                 | Dispone de servicios regionales hasta Santander. |
|                                                                 | Las Mazas                                                       | Oviedo                                                          | 1                                                               | 1                                                               | 4                                                               | 3                                                               | 7                                                               |                                                                 | Referida como "Les Maces" por Renfe. Dispone de servicios regionales hasta Ferrol. |
|                                                                 | Fuente Santa                                                    | Nava                                                            | 4                                                               | 4                                                               | 5                                                               | 1                                                               | 6                                                               |                                                                 | Referida como "Fuensanta/Ḥuensanta" por Renfe. Dispone de servicios regionales hasta Santander. |
|                                                                 | Aces                                                            | Candamo                                                         | 3                                                               | 3                                                               | 4                                                               | 2                                                               | 6                                                               |                                                                 | Dispone de servicios regionales hasta Ferrol. |
|                                                                 | Sotiello                                                        | Gijón                                                           | 4-D                                                             | 4-D                                                             | 4                                                               | 2                                                               | 6                                                               |                                                                 | |
|                                                                 | Sandiche                                                        | Candamo                                                         | 3                                                               | 3                                                               | 1                                                               | 4                                                               | 5                                                               |                                                                 | Dispone de servicios regionales hasta Ferrol. |
|                                                                 | Centro de Transportes                                           | Gijón                                                           | 4-D                                                             | 4-D                                                             | 2                                                               | 3                                                               | 5                                                               |                                                                 | Rferida como "Centru de Tresportes" por Renfe. |
|                                                                 | Vegarrozadas                                                    | Castrillón                                                      | 4-B                                                             | 4-B                                                             | 3                                                               | 2                                                               | 5                                                               |                                                                 | |
|                                                                 | San Ranón                                                       | Pravia                                                          | 4-A                                                             | 4-A                                                             | 4                                                               | 0                                                               | 4                                                               |                                                                 | |
|                                                                 | La Frecha                                                       | Lena                                                            | 4                                                               | 4                                                               | 5                                                               | 3                                                               | 8                                                               |                                                                 | |
|                                                                 | Santiago del Monte                                              | Castrillón                                                      | 4-A                                                             | 4-B                                                             | 4                                                               | 0                                                               | 4                                                               |                                                                 | Referida como "Santiagu'l Monte" por Renfe. |

| Notas                                                                      |
| 1. 2. 3. 4. 5. 6. 7. 8. 9. 10. 11. 12. 13. 14. 15. 16. 17. 18. 19. 20. 21. |